# Kōgyoku
L'emperadriu Kōgyoku (皇極天皇, Kōgyoku-tennō, 594 – 661) fou el 35è i el 37è monarca del Japó, segons l'ordre tradicional de successions.
Amb el nom de Kōgyoku va regnar entre els anys 642 i 645. El seu regnat com a Saimei es va estendre entre els anys 655 i 661:
- 642: ascendeix al Tron del Crisantem del Japó amb el nom de Kōgyoku-tennō.
- 645: abdica a favor del seu germà, que esdevindria l'emperador Kōtoku, com a resposta al assassinat de Soga no Iruka (vegeu: Incident Isshi).
- 654: Kōtoku mor i el tron quedar vacant.
- 655: l'emperadriu torna a accedir al tron, començant un nou regnat ara com a Saimei-tennō.
- 661: Saimei va governar fins a la seva mort, deixant aleshores el tron novament vacant.

Així doncs, els dos regnats d'aquesta emperadriu es van estendre entre els anys 642 i 661.
En la història del Japó, Kōgyoku/Saimei fou la segona de vuit dones en prendre el rol d'emperadriu regnant. Abans que ella l'única dona regnant havia estat Suiko-tennō. Les sis sobiranes posteriors a Kōgyoku/Saimei van ser Jitō, Genmei, Genshō, Kōken/Shōtoku, Meishō, i Go-Sakuramachi.

## Biografia
Abans del seu ascens al Tron del Crisantem, el seu nom personal (imina) era Takara (宝). Com a emperadriu, el seu nom hi hauria estat Ametoyo Takara Ikashi Hitarashi hime.
La princesa Takara (Takara no miko) fou la besneta de l'emperador Bidatsu. Va esdevenir la dona i emperadriu consort del seu oncle, l'emperador Jomei. El matrimoni imperial va tenir tres fills:
- Príncep Naka no Ōe (emperador Tenji)
- Príncep Ōama (emperador Tenmu)
- Princesa Hashihito (emperadriu consort de l'emperador Kōtoku)

### Esdeveniments del regnat de Kōgyoku
Durant el seu primer regnat el clan Soga van prendre el poder. El fill de l'emperadriu Naka no Ōe va planejar un cop d'estat i va matar Soga no Iruka a la cort davant del tron de l'emperadriu. Kōgyoku, commoguda per aquest incident, va abdicar del tron.
A la seva època és segur que el títol de Kōgyoku no hauria estat tennō, donat que la majoria dels historiadors creuen que aquest títol no va ser introduït fins al regnat de l'emperador Tenmu i l'emperadriu Jitō. Presumiblement va ser Sumeramikoto o Amenoshita Shiroshimesu Ōkimi (治天下大王), que significa "la gran reina que tot ho governa sota el cel". Alternativament, Kōgyoku podria haver estat denominada la "gran reina del Yamato" (ヤマト大王/大君).
Com a emperadriu Kōgyoku va regnar durant quatre anys. Els anys del regnat de Kōgyoku no estan vinculats pels estudiosos a cap època o nengō. El primer nom d'era –nengō– conegut va ser l'era Taika, que es va iniciar després d'aquest primer breu regnat de Kōgyoku, en 645.
En aquest context, les traduccions de Brown i Ishida del Gukanshō ofereixen una explicació sobre els anys del regnat de l'emperadriu Jitō que inclou una introducció a les eres pre-Taiho (701): 
"Les èpoques d'aquest regnat van ser: (1) la resta del set anys de l'era Shuchō [(686+7=692?)]; i (2) Taika, que va tenir quatre anys de durada [695-698] (el primer any d'aquesta era va ser kinoto-hitsuji [695]). En el tercer any de la era Taika [697], l'emperadriu Jitō va cedir el tron al príncep hereu".
Els anys del regnat de Kōgyoku no són identificats específicament per noms d'era.

### Esdeveniments del regnat de Saimei
Quan Kōtoku va morir, l'hereu designat era Naka no Ōe. Quan la seva mare va re-accedir al tron, Naka no Ōe va continuar sent el príncep hereu. En aquest rol va participar activament en la vida política del Japó.
En el cinquè any del regnat de Saimei va ser conquerida i destruïda la ciutat de Paekche en Corea. Japó va ajudar els lleials de Paekche en un intent de col·laborar a la recuperació de la dinastia de Paekche. A començaments de 661, Saimei va abandonar la capital de la província de Yamato. Intentava liderar una expedició militar a Corea. Va romandre en el palau temporal d'Ishiyude la província d'Iyo, un palau conegut avui en dia com Dōgo Onsen. El maig va arribar al palau d'Asakura de Kyūshū, en la part nord de la província de Tsukushi, avui en dia part de la prefectura de Fukuoka. L'exèrcit aliat del Japó i de Paekche estava preparant la guerra contra Silla, però la mort de l'emperadriu va obstaculitzar aquests plans. En 661, Saimei va morir en el palau d'Asakura, abans que l'exèrcit sortís cap a Corea. A l'octubre el seu cos va ser portat per mar des de Kyūshū fins al Port de Naniwa-zu (avui ciutat d'Osaka) i el funeral d'estat es va celebrar a principis de novembre.
L'emperadriu Saimei va governar al llarg de set anys. Els anys del regnat de Saimei no estan vinculats segons els estudiosos a cap època o nengō.
L'actual ubicació de la tomba de Kōgyoku/Saimei és ben conegut, després d'haver estat identificat com la tomba Kengoshizuka d'Asuka, en la prefectura de Nara. Aquesta emperadriu és venerada en un memorial xintoista (misasagi) de Nara.
L'Agència de la Casa Imperial del Japó designa aquesta ubicació com el mausoleu de Kōgyoku/Saimei, formalment anomenat Ochi-no-Okanoe no misasagi.

### Kugyō
Kugyō (公卿) és un terme aplicat a un col·lectiu format per uns pocs homes poderosos adscrits a la cort de l'emperador del Japó en èpoques pre-Meiji. Fins i tot durant els anys en què les influències externes a palau van ser mínimes, aquesta organització jeràrquica es va mantenir.
En general, aquest grup d'elit va incloure només tres a quatre homes en un moment donat. Van ser cortesans hereditaris. L'experiència i els antecedents familiars els portaven al cim de la seva carrera. Durant el regnat de Kōgyoku, aquest apèndix del Daijō-kan va incloure:
- Sadaijin
- Udaijin

El kugyō durant el regnat de Saimei va incloure:
- Sadaijin, Kose no Tokoda (巨勢徳太) (593-658), 649-658[15]
- Udaijin (sense nom)
- Naidaijin (内臣), Nakatomi no Kamako(中臣鎌子) (Fujiwara no Kamatari, 藤原鎌足) (614-669), 645-669

## En la cultura popular
- Caracteritzada per Kim Min-kyung en la sèrie de TV de 2012-2013 El somni del rei (cadena KBS1).

## Referències

Segell Imperial del Japó (un crisantem estilitzat)